# Regina (Rebsorte)
Regina ist eine weiße Rebsorte. Sie ist nach der Sorte Sultana die am zweithäufigsten angebaute Tafeltraube ist und die weltweit insgesamt 120.000–150.000 Hektar Rebfläche belegt. Unter dem Namen „Afus Ali“ wird sie auch in der Weißweinproduktion eingesetzt.
Sie stammt wahrscheinlich aus dem Nahen Osten und war dort schon im Mittelalter bekannt. Im Jahr 1883 wurde sie von einem Seidenhändler von Beirut im Libanon nach Frankreich mitgebracht. Da man den ursprünglichen Namen nicht kannte, wurde sie dort unter dem Namen Dattier de Beyrouth bekannt – nicht zuletzt wegen ihrer großen dattelförmigen Beeren.

## Anbau
Hauptanbaugebiete liegen in Italien (ca. 50.000 Hektar), der Türkei (ca. 30.000 Hektar), Spanien (ca. 10.000 Hektar), Griechenland (ca. 10.000 Hektar), Australien (ca. 7.200 Hektar), Bulgarien und Rumänien. Aufgrund der weiten Verbreitung gibt es eine Fülle an Synonymen für diese Sorte. Allein nach  Deutschland werden unter verschiedenen Synonymen ca. 250.000–300.000 Tonnen Trauben importiert.

## Ampelografie
In der Ampelografie wird der Habitus folgendermaßen beschrieben:
Die großen, goldgelben, etwas hartschaligen und damit knackigen Beeren haben einen leichten Muskat-Geschmack. Die Rebe treibt ca. eine Woche nach dem Gutedel aus. Die spätreifende Sorte kann frühestens vier Wochen nach dem Gutedel geerntet werden.

## Synonyme

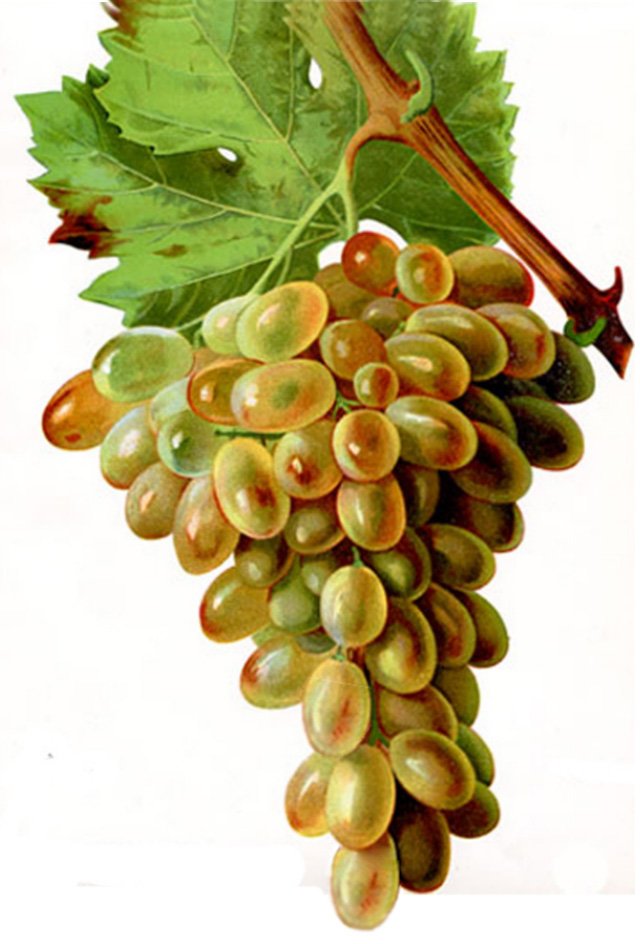
Dattier de Beyrouth – Regina-Traube

240 Synonyme sind belegt: Actoni, Actoni Maceron, Actoni Real, Aelibar Drenak, Aetoni Maceron, Afouz Ali, Afouz Aly, Afrus Ali, Afruz Ali, Afus Ali Hijeli, Afuz Ali, Afuz Ali Alb, Afuz Ali Bijeli, Agrazaki, Alepo, Aleppo, Aleppoi Szoeloe, Aleppou, Alfons, Alfonse Ali, Allepo, Alltin Tas, Altan Tash, Altin Tas, Altin Tas Razaki, Anatoliko, Anatolitiko, Archaniotiko, Arkanoiotiko, Axiangelas, Axinangelus, Aydin Razakisi, Bali Dranak, Bayadi, Bayrout Hurmasi, Beirutska Urma, Beiruty Datolya, Bejrutska, Bejrutska Cilibarka, Bejrutska Urma, Belle Doree, Beyroute Khourmassi, Beyrut Hurmasi, Beyrutska Smokva, Beyrutski Urmach, Boldon, Boldun, Bolgar, Bolgar Szoeloe, Bolgare, Bolgarszoeloe, Bolgarszolo, Caraburnou, Caraburnu, Carigradsko Grozde, Celibar Drenak, Celibar Drenk, Chafouz Ali, Chondrorogo, Cilibar, Cotico, Cottico, Daltaltraube, Date Beirut, Date de Beirut, Date de Bejrut, Datier de Beyrouth, Datil de Beirut, Datilera, Datilera de Beirut, Datolya Szoeloe, Datteltraube, Dattero, Dattero di Beyrouth, Dattero di Negroponte, Dattier, Dattier de Beiroth, Dattier de Beyrouth, Datye de Beyrut, Dimiski, Donna, Drenk Royal, Eleme, Galletta, Garaburnu, Geinovyi, Geroso, Gerosolomitana, Ginevra, Ginevra di Tivoli, Granito de Oro, Greco Napoletano, Grozderadsco, Hafez Ali, Hafiz Ali, Hafizali, Hafus-Ali, Hafuz Ali, Imperial, Imperiale, Insani, Insolia, Insolia Parchitana, Insolie Parchitana, Inzolia, Inzolia Imperiale, Iurum Iuzum, Izmir Razaki, Jerbi, Karabournou, Karaburnii, Karaburnu, Kararubun, Kerino, Maceron, Mamella de Vaca, Marinkovica Grozje, Markindi, Marsigliana Bianca, Marsiguiana Bianca, Medoni, Mena Vaca Blanca, Menavacca, Menavacca Bianca, Menna Vacca, Mennavacca, Nebi Dede, Parchitana, Pepita de Oro, Pergolana, Pergolona, Pergolona di Ortona, Pergolone, Provalone, Provolone, Qaraburnu, Radovaca, Raisin d’Or, Raisin de Constantinople, Raisin de Constantinopole, Rasaki, Rasaki di Rodi, Razacha Carmaz, Razachie Alba, Razachie de Dealul Mare, Razaki, Razaki Archanon, Razaki Aspro, Razaki Beyaz, Razaki di Rodi, Razaki Gelber, Razaki Isla de Creta, Razaki Kabalas, Razaki Of Kavala, Razakisi Duelekkoy, Razakiya, Razaqui, Raziqi, Real, Redzhina, Regina, Regina Bianca, Regina Bianca di Firenze, Regina de Beyrouth, Regina Della Malvasie, Regina di Puglia, Regina di Spagna, Regina Precoce, Regine, Rexhina, Rhajaki, Rhajaki Aspro, Rhazaki, Rhazaki Arhanon, Rhazaki Arkanon, Rosaki, Rosaki Blanco, Rosaki D Anatolie, Rosaki Dorado, Rosaki Sari, Rosani, Roseti, Rosetti, Rosseti, Rozaki, Rozaki D Anatolia, Rozaki de Dyalul Mare, Rozaki Sari, Rozakiya, Rozaky, Rozeti, Sam Razaki, Sareqradskiy, Sarga Lugas, Sarga Rozaki, Sarga Rumonya, Sasla Zamuska, Shasla Zamushca, Shasla Zamushka, Smyrneiko, Smyrniko, Stambolese, Stamboleze, Sultanai Razaki, Sultani Razaki, Tamar Beyrouth, Tamar Chulata, Tamar Hulata, Tatarka Bela, Teneron de Vaucluse, Teramo, Teta de Vaca, Teta di Vaca, Tete de Vache, Tsaregradskij, Tsaregradsky, Tsarigrasko Grossde, Tzar Na Grozdata, Tzarigradsco Grozde, Uirum, Uirum Iuzum, Uva Bianca di Serdiana 2, Uva del Vaticane, Uva del Vaticano, Uva di Constantinopla, Uva di S. Francesco, Uva di S. Francisco, Uva di San Francesco, Uva Donna, Uva Ghiotta, Uva Ghiotto, Uva Marchesa, Uva Real, Uva Regina, Uva Turca, Waltham Cross, Zeine, Zeini, Zhuta Razakiya, Zirnsko Belo.